# Andrea Hristov
Pour les articles homonymes, voir Hristov.
Andrea Hristov est un footballeur bulgare né le 1er mars 1999 à Sofia. Il évolue au poste de défenseur central au FC Vizela.

## Biographie

### En club
Il rejoint le Slavia Sofia en 2013, en provenance du Levski Sofia. Le 3 avril 2017, il signe un contrat professionnel jusqu'au 31 juillet 2020. Le 21 avril 2018, il est désigné capitaine d'équipe, lors d'un match contre le Tcherno More Varna.

### En sélection
Avec les moins de 19 ans, il participe au championnat d'Europe des moins de 19 ans en 2017. Lors de cette compétition, il joue deux matchs, contre l'Angleterre et l'Allemagne, avec pour résultat deux défaites. Il ne joue pas le dernier match face aux Pays-Bas, en raison d'une suspension à la suite d'un carton rouge.

## Palmarès
- Vainqueur de la Coupe de Bulgarie en 2018 avec le Slavia Sofia